# Günter Linnenbrink
Günter Linnenbrink (* 16. November 1934 in Bochum; † 22. Oktober 2020 in Hannover) war ein deutscher lutherischer Theologe und Geistlicher. Von 1984 bis 1999 war Linnenbrink Geistlicher Vizepräsident im Landeskirchenamt Hannover der Evangelisch-lutherischen Landeskirche Hannovers.

## Leben
Günter Linnenbrink studierte evangelische Theologie in Tübingen und Münster und war Vikar der westfälischen Landeskirche. Er promovierte über die Sozialethik Alexander von Oettingens und war Theologischer Referent beim Deutschen Missionsrat in Hamburg. Linnenbrink wurde 1969 Oberkirchenrat für den Kirchlichen Entwicklungsdienst, Mission und Ökumene in der Kirchenkanzlei (seit 1983 Kirchenamt) der EKD. 1976 wurde er zum Landessuperintendenten des Sprengels Calenberg-Hoya ernannt, in diesem Amt war er Mitglied im Bischofsrat der Landeskirche Hannover. 1984 folgte seine Berufung in das Amt des Geistlichen Vizepräsidenten und Leiters der Geistlichen Abteilung im Landeskirchenamt Hannover.
Seit 1981 war Linnenbrink Mitglied im Konvent des Klosters Loccum.